# Дворчисько (гміна Сейни)
Дворчисько (пол. Dworczysko) — село в Польщі, у гміні Сейни Сейненського повіту Підляського воєводства.
Населення — 43 особи (2011).
У 1975-1998 роках село належало до Сувальського воєводства.

## Демографія
Демографічна структура станом на 31 березня 2011 року:
|          | Загалом | Допрацездатний вік | Працездатний вік | Постпрацездатний вік |
| -------- | ------- | ------------------ | ---------------- | -------------------- |
| Чоловіки | 22      | 2                  | 18               | 2                    |
| Жінки    | 21      | 4                  | 9                | 8                    |
| Разом    | 43      | 6                  | 27               | 10                   |